# Зародишно развитие
Зародишното развитие (или ембрионален период, ембрионално развитие, ембриогенеза) е първият от двата периода, през които минава един организъм по време на индивидуалното си развитие. През зародишния период от зиготата се формира многоклетъчният зародиш. Той свършва с излюпването (от яйце) или раждането на индивида. През него зародишът се изхранва за сметка на хранителните вещества, доставяни от жълтъка на яйцето или от майчиния организъм.
Зародишното развитие на яйценосните животни протича защитено от яйчните обвивки, а при живородните – от майчиния организъм. Независимо от различията, които съпътстват това развитие при различните систематични групи животни, стадиите, през които то преминава, са общи и са доказателство за наследствените връзки, за общия произход на животните и човека. Тези общи стадии са дробене, гаструлация и органогенеза, в хода на които се увеличава броят на клетките, протича тяхното диференциране и се формират тъкани и органи. Отделните стадии са свързани с редица молекулни, генетични и морфологични изменения.

## Дробене
С дробенето се поставя началото на зародишното развитие. Характерно за този стадий е, че от една оплодена яйцеклетка в резултат на няколко последователни бързи митози (около 7-8) се получава голям брой клетки – бластомери, които изграждат многоклетъчен зародиш с формата на мехурче – бластула. Големината на бластулата не надминава тази на зиготата, защото по време на късите интерфази се удвоява само количеството на ДНК, без да се получава нова клетъчна маса и клетките да нарастват (жизненият цикъл съвпада с митотичния). Ето защо с увеличаване на броя на зародишните клетки намалява техния размер.
Мястото на първата делителна бразда върху зиготата се определя от точката на навлизане на сперматозоида в яйцеклетката. Тази бразда разделя на две цитоплазмата на зиготата и определя бъдещото развитие на двустранна симетрия (ляво/дясно) на организма.
Делителните посоки на всяко следващо делене обикновено се разполагат перпендикулярно на предходното. Първите две бразди възникват по меридиани на зиготата, а третата – по екватора ѝ. Така постепенно броят на бластомерите нараства от 2 на 4, 8, 16, 32 и т.н.
Начина на дробене зависи от количеството на жълтъка в яйцеклетката (яйцето) и от неговото разпределение в цитоплазмата. При бозайниците поради отсъствие на жълтък дробенето обхваща цялата цитоплазма на зиготата, като се получават дребни, еднакви бластомери – дробенето е равномерно. Но яйцата, например на земноводните, съдържат голямо количество жълтък, струпан повече в единия им полюс. По-голямото количество жълтък забавя или спира деленето. Поради това се образуват два вида бластомери – големи, но малко на брой в богатия на жълтък полюс на яйцето, и малки, но повече на брой в бедния на жълтък полюс. Такова дробене е неравномерно.
Вследствие на деленето се образува бластула, изградена от един пласт бластомери, които изграждат празнина, изпълнена с течност.

## Гаструлация
Най-често гаструлацията се извършва чрез вгъване на част от стената на бластулата, при което зародишът заприличва на мехче – гаструла. Празнината, която се загражда от вътрешния пласт клетки, се нарича първично черво. То чрез отвор се свързва с околната среда. По-късно от него се развива храносмилателната система.
Гаструлацията се съпровожда с усилено делене и растеж на клетките, които се подреждат в зародишни пластове. През този стадий се осъществява зародишно клетъчно диференциране.
При мешестите се образува само двупластна гаструла с външен пласт – ектодерма, и вътрешен – ендодерма. При останалите многоклетъчни животни и при човека се развива трипластна гаструла, която има междинен пласт – мезодерма. Мезодермата се получава от деленето на клетки на ектодермата или ендодермата, мигрирали между двата зародишни пласта.
По време на гаструлацията се увеличава синтезата на белтъци, различни по количество и вид в отделните групи клетки.

## Органогенеза
След възникването на трислойната организация на зародиша развитието продължава с формиране на тъкани, на зачатъчни органи и тяхното обособяване – органогенеза. Това е сложен процес на диференциране и промяна на връзки и взаимоотношения между отделните клетъчни групи на зародишните пластове. В този процес се засилват различията във формата, функцията и химичния състав на клетките. В резултат се формират тъканите и се моделират органите, а чрез тях и тялото на индивида.
Всеки зародишен пласт участва в образуването на определени тъкани и органи в съответствие с наследствената програма на организма. Независимо от различията при органогенезата, в различните групи животни трите зародишни пласта участват в образуването на едни и същи органи.
Зародишът на бозайниците и човека се нарича ембрион до образуването на зачатъчни органи, а след това – плод (фетус)